# Glaucopsyche eckweileri
Glaucopsyche eckweileri är en fjärilsart som beskrevs av Ahmet Ömer Koçak 1979. Glaucopsyche eckweileri ingår i släktet Glaucopsyche och familjen juvelvingar. Inga underarter finns listade i Catalogue of Life.